# Kållandsö
Kållandsö [ˈkɔlandsø] ist die nach Torsö zweitgrößte Insel im schwedischen See Vänern. Die Insel hat eine Fläche von 56,78 km² und stellt den nördlichsten Teil der Gemeinde Lidköping dar. Von Lidköping ist Kållandsö etwa 20 Kilometer entfernt. Auf Kållandsö und den umgebenden Schären leben etwa 1100 Einwohner.
Wegen seiner Lage und seiner Sehenswürdigkeiten, zum Beispiel dem Barockschloss Läckö, ist die Insel ein beliebtes touristisches Ausflugsziel. Darüber hinaus sind im Fischerort Spiken zwei Boote der schwedischen Seenotrettungsgesellschaft SSRS stationiert. Auch der frühere Gutshof Traneberg des Adelsgeschlechts De la Gardie befindet sich auf Kållandsö.

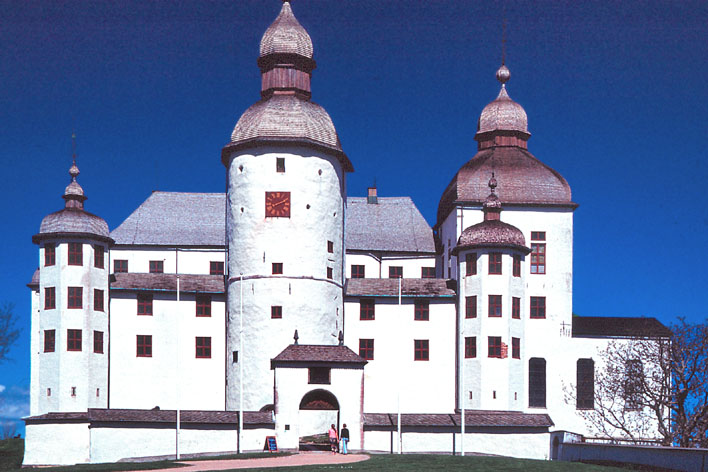
Schloss Läckö auf Kållandsö
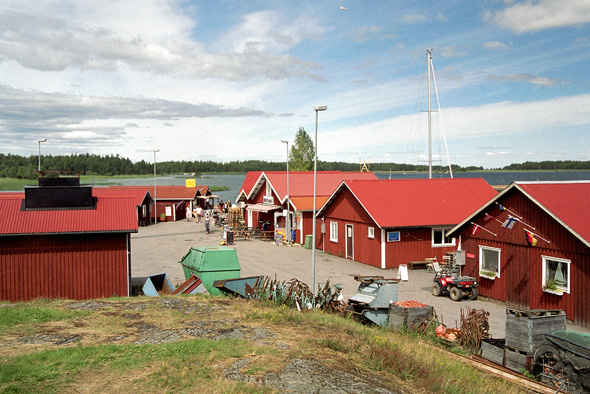
Fischerort Spiken auf Kållandsö